# Seadur
Seadur (llamada oficialmente Santa Mariña de Seadur) es una parroquia y un lugar del municipio español de Laroco, en la provincia de Orense, Galicia.

## Toponimia
La parroquia también es conocida por el nombre de Santa Marina de Seadur.

## Historia
Los orígenes de Seadur se remontan a la época prerromana. Muestra de ello es el Castro Cabanelas. En la Edad Media estuvo bajo la Orden de San Juan de Jerusalén. En 1777 se creó la abadía de Seadur, desligándose de la de Laroco, pero continuó siendo un anexo de la parroquia de aquella hasta el segundo tercio del siglo XIX. Sus habitantes lucharon contra las tropas napoleónicas en la Guerra de Independencia española, muriendo seis de sus habitantes.

## Organización territorial
La parroquia está formada por una entidad de población:
- Seadur

## Demografía
Gráfica demográfica del lugar y parroquia de Seadur según el INE español:
| Gráfica de evolución demográfica de Seadur entre 2000 y 2022 |
|                                                              |
| Datos según el nomenclátor publicado por el INE.             |

## Economía
Su principal actividad económica es la viticultura y venta de vino.

## Festividades
- La patrona de la localidad es Santa Marina de Aguas Santas, cuya fiesta se celebra el 18 de julio.
- En Semana Santa se celebra la Ruta das Adegas de Seadur, que consiste en hacer un recorrido por las cuevas naturales del pueblo que se usan como bodegas vinícolas.